# Theydon Bois
Pour les articles homonymes, voir Theydon.
Theydon Bois est un village et une paroisse civile de l'Essex, en Angleterre. Il est desservi par la station de métro londonienne du même nom.